# Château du Thil
Pour le château situé à Vic-sous-Thil (Côte-d'Or), voir Château de Thil.
Le château du Thil est situé sur la commune de Chenôves en Saône-et-Loire, sur une motte isolée (à ne pas confondre avec le château du même nom, situé à Vauxrenard, dans le Rhône).

## Description
En 1875, le château consistait en un bâtiment de plan rectangulaire comportant un étage de comble éclairé par des lucarnes à ailerons à frontons cintrés, sous un toit à croupes. Les angles nord-ouest et sud-ouest étaient flanqués de tours circulaires coiffées de toits coniques très bas. À l'est de ce corps de logis, des bâtiments hétéroclites entouraient une cour, parmi lesquels on distinguait, à l'angle nord-est, la base d'une tour. Une petite tour occupait sans doute l'angle sud-est du quadrilatère.
La restauration en a fait une construction de plan carré cantonnée de tours rondes. Celles-ci sont couvertes de toitures coniques très aiguës, et les logis, de hauts toits brisés en ardoise, à la base desquels on a remonté, sur une corniche en brique, en en changeant la répartition, les lucarnes du XVIIe siècle. Un avant-corps de trois travées se détache au centre de la façade sud. Les tours occidentales ont conservé leurs petites baies rectangulaires et des archères. Partout ailleurs, on trouve de grandes fenêtres à linteau en arc segmentaire. La salle basse de la tour nord-ouest est couverte d'une voûte sur croisée d'ogives retombant sur des culots sculptés d'un écusson; la clef de voûte est décorée d'une fleur de lys. Le manteau de la cheminée de cette pièce est formé d'un boudin en accolade encadrant un écusson de même type que ceux des culots de voûte. Le portail qui précède, à l'ouest, le château, date de 1939; il porte les armes des La Vernette.
Les murs de la chapelle, dont une tuile porte la date de 1753, sont ornés d'une litre aux armes des Perrin de Cypierre.
Le château, propriété privée, ne se visite pas.

## Historique
- vers 1300 : les du Tartre, seigneurs du lieu, y bâtissent une maison forte
- 1491 : Charles VIII, de passage en Bourgogne et se rendant en Italie, maintient, par lettres patentes, les du Tartre dans leurs fonctions
- 1575 : la maison forte est très endommagée lors du passage des reîtres saxons
- 1593 : Moïse de Rymon, seigneur de La Courtine succède aux du Tartre
- 1622 : à la mort du précédent, ses héritiers se disputent le bien qui finit par échoir à Antoine Mercier, capitaine du château de Montcenis
- avant 1661 : Antoine achève la transformation du château, sans doute ébauchée par Moïse de Rymon
- 1741 : après une période confuse, le domaine est acquis par Jacques Perrin de Cypierre, dont les descendants vont bâtir une cave voûtée, une chapelle et la terrasse sud; cette famille compte, parmi ses membres, des intendants de la généralité d'Orléans
- 1787 : le château est vendu à J.-B. Dumont de Sermaise
- 1793 : le bien est saisi sur le précédent et divisé en plusieurs lots
- à partir de 1845 : après avoir été laissé à l'abandon, le château est peu à peu remembré
- 1875 : le baron Max Bernard de La Vernette Saint-Maurice rachète le château et en confie la restauration à l'architecte chalonnais Changarnier
- 1907 : Philibert Bernard de La Vernette, fils du précédent, acquiert des parcelles de terres pour y aménager un parc
- 1947 : le précédent, sans héritier, cède la propriété aux Sœurs Dominicaines Missionnaires des Campagnes
- 1973 : fondation de l’association Accueil et Partage pour accueillir, au sein du château, des individuels et des groupes
- 2017 : le château est vendu à Daniel Graf qui le fait revivre et l'ouvre au public lors de marchés festifs et d'événements locaux.

### Armoiries
- Perrin de Cypierre : D' or au lion rampant de sable, contre une colonne de gueules à dextre
- Bernard de la Vernette Saint-Maurice : De gueules à la bande d'or chargée de trois étoiles d'azur et accompagnée en chef d'un cor de chasse du second, lié, enguiché et virolé du troisième

## Voir aussi

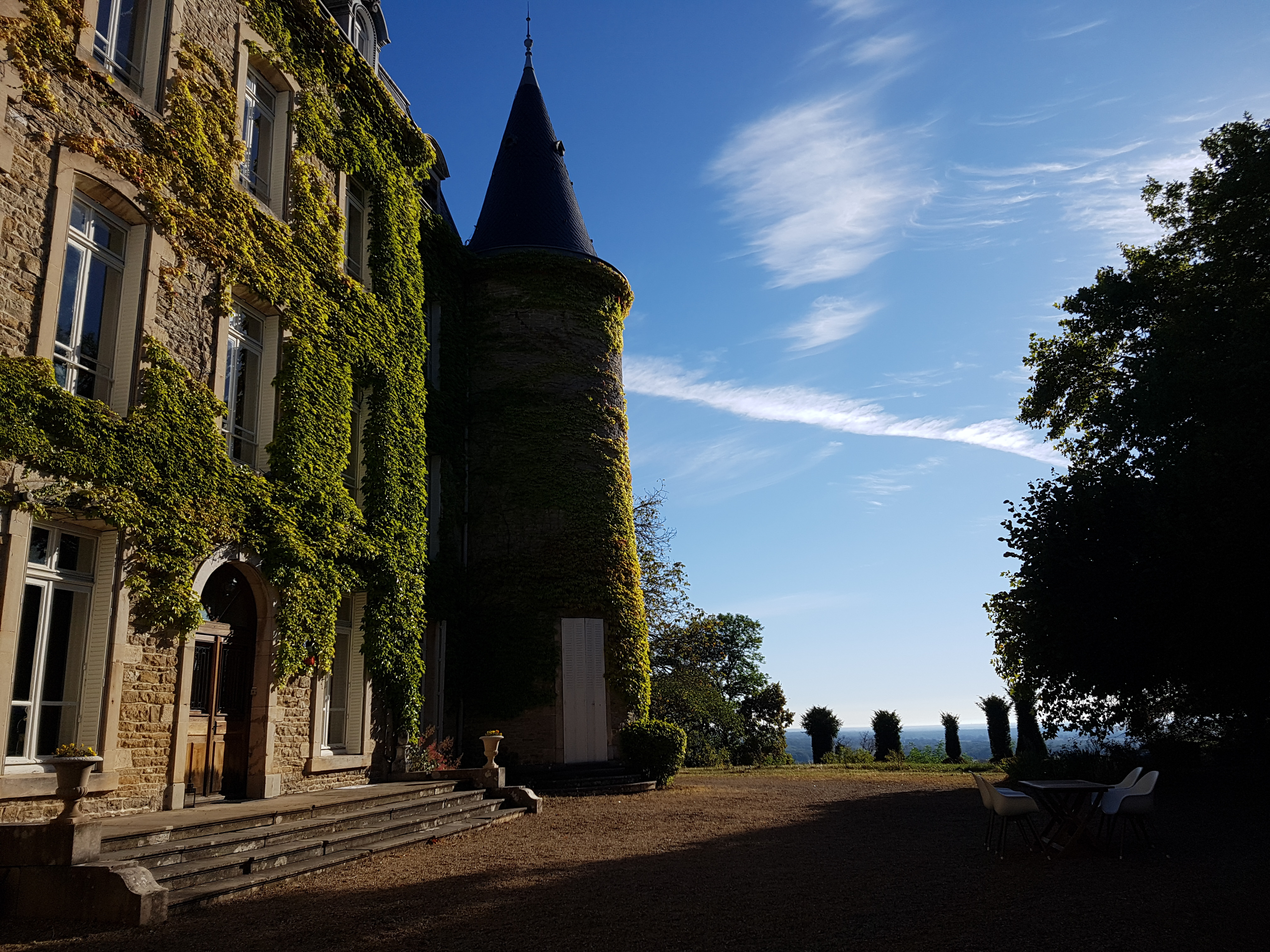
vue facade sud Du Thil

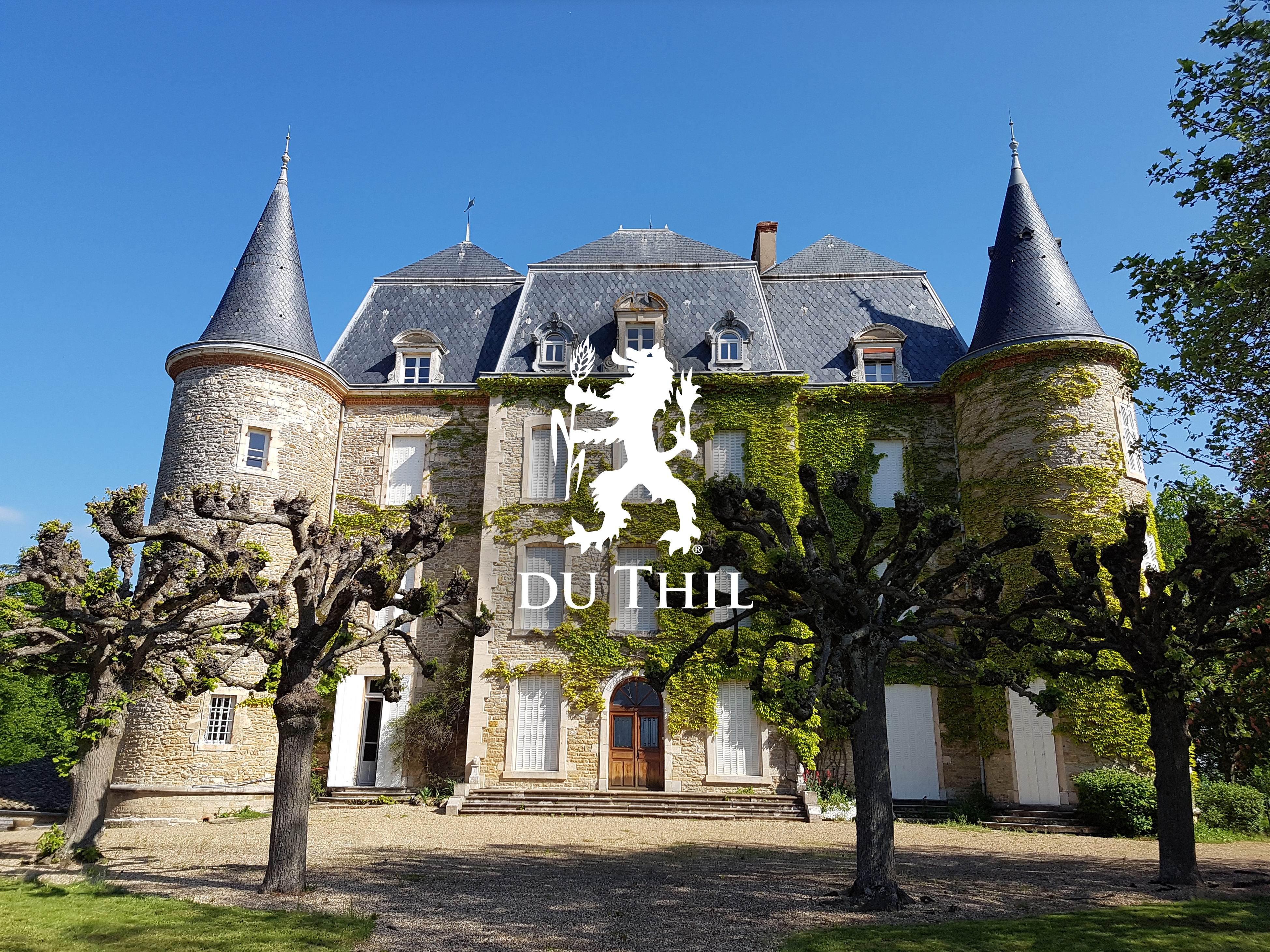
Château du Thil avec blason de Graf

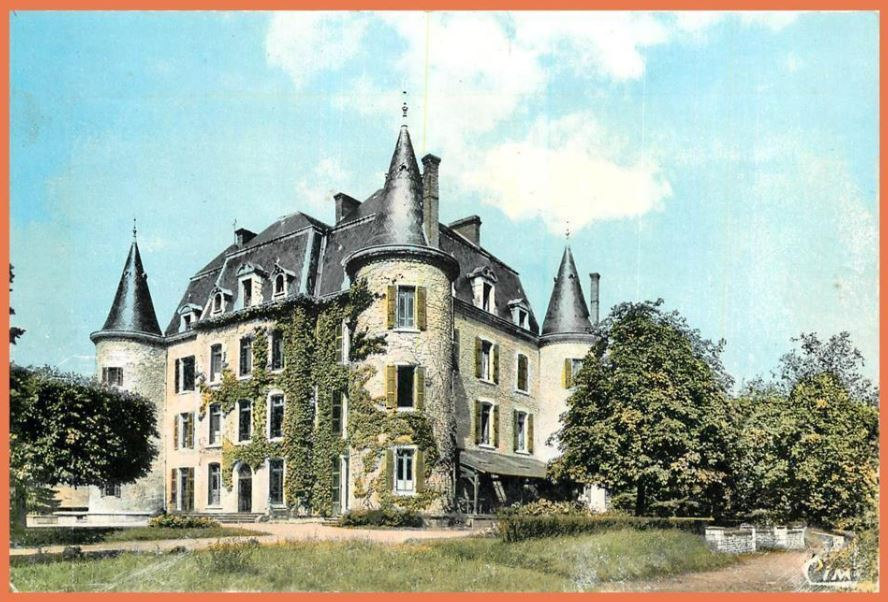
carte postale du Château du Thil 1950

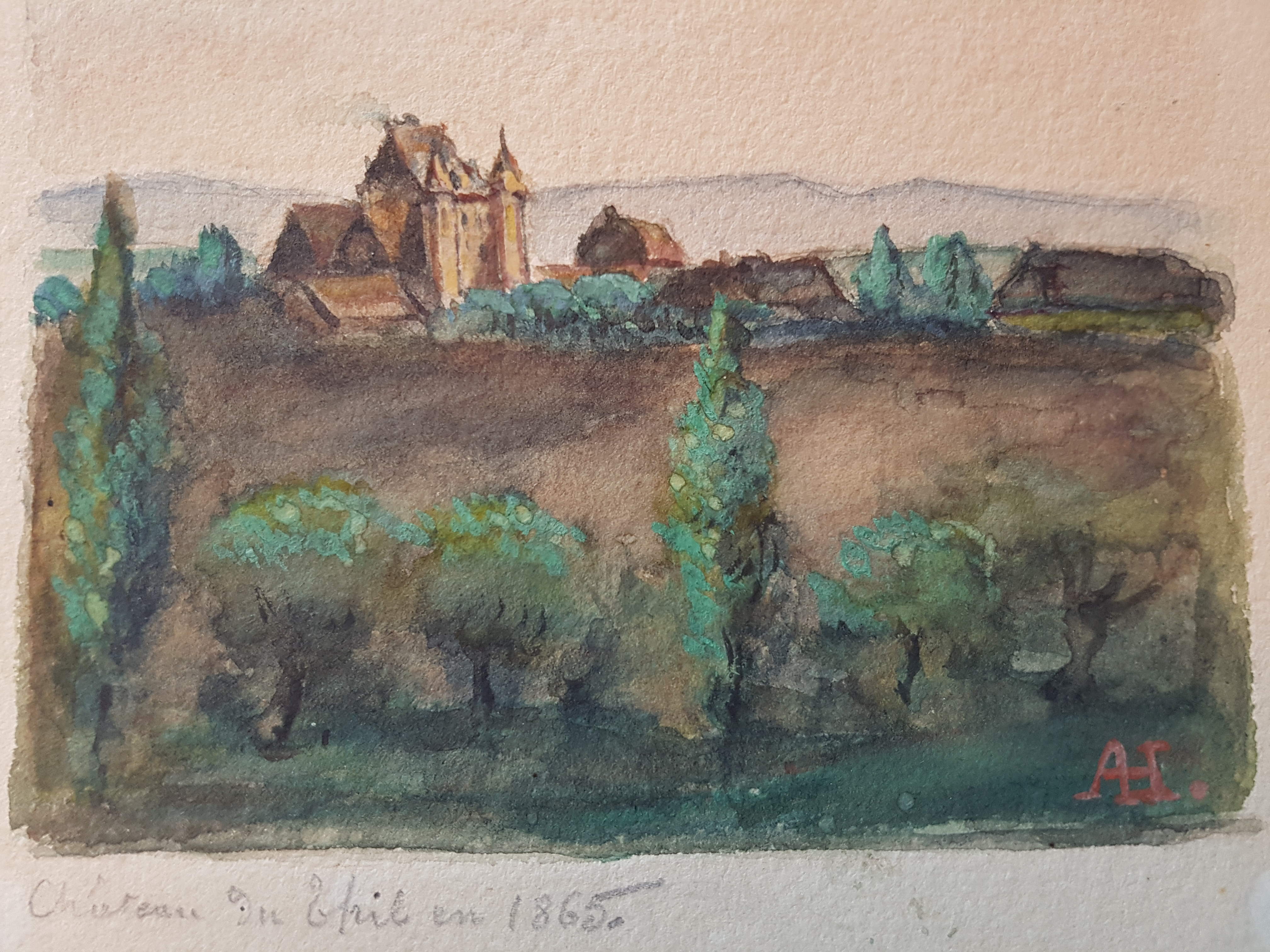
peinture du Château du Thil en 1865

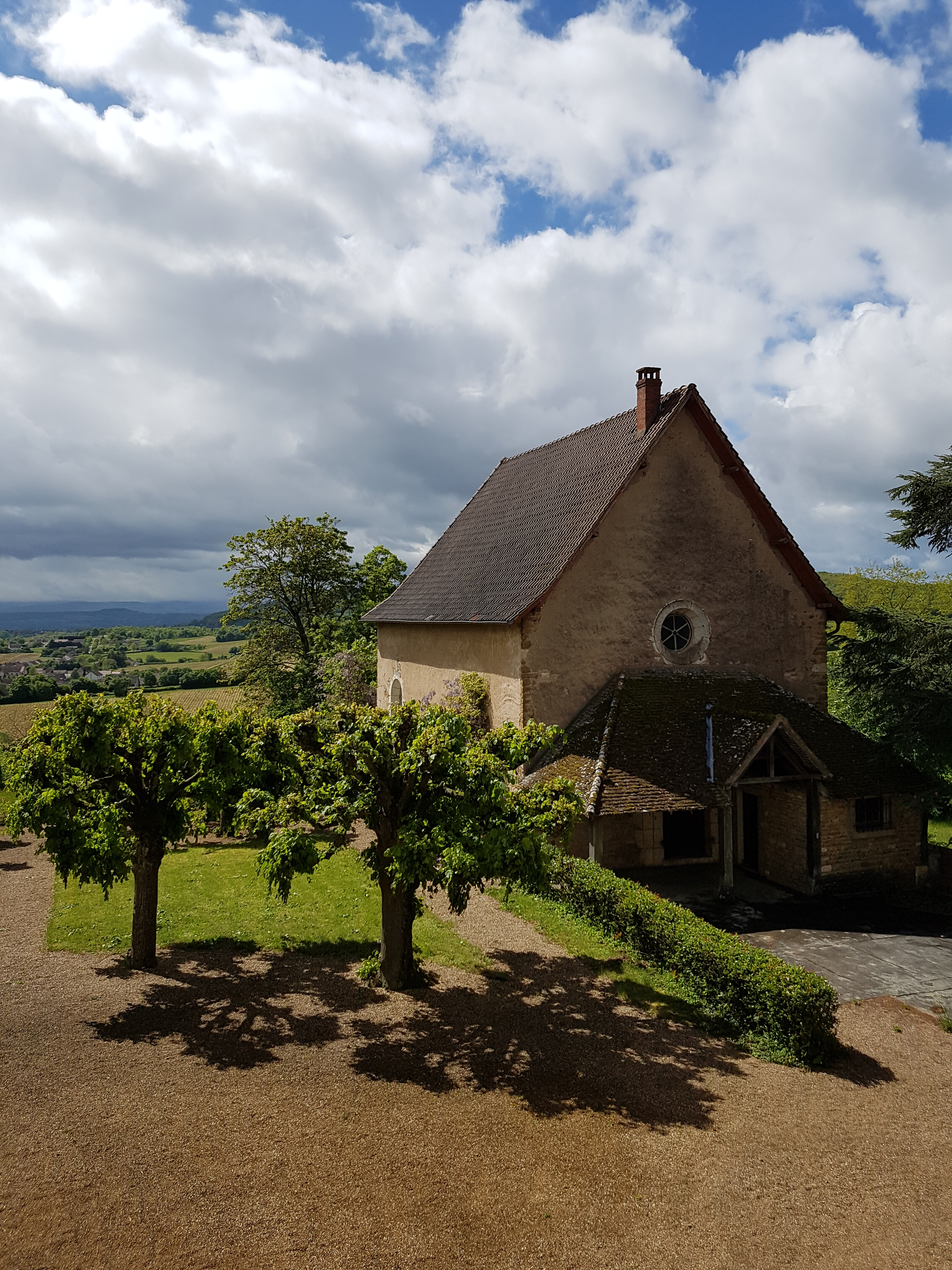
la chapelle du Château du Thil